# Jesse Levine
Pour les articles homonymes, voir Levine.
Jesse Levine, né le 15 octobre 1987 à Ottawa, est un joueur de tennis professionnel américano-canadien.
Il a représenté les États-Unis de 2007 à 2012, mais représente depuis décembre 2012 son pays natal le Canada pour pouvoir jouer en Coupe Davis. En 2013, il sera sélectionné contre l'Italie en remplacement de Frank Dancevic mais il n'a pas joué.

## Carrière
N°14 junior à son meilleur niveau, il a notamment remporté en 2005 le tournoi de Wimbledon en double avec l'Américain Michael Shabaz. Il joue ensuite une saison pour l'Université de Floride et passe professionnel à l'été 2007. Il remporte cette année-là son premier match dans un tournoi ATP à Delray Beach contre Kevin Kim.
En 2008, pour son second tournoi du Grand Chelem, il passe un tour à l'Open d'Australie et à Wimbledon en sortant des qualifications. Il réalise la même performance à Toronto. Il est aussi quart de finaliste à New Haven avec un statut de lucky loser et exempté du premier tour. En 2009, il se qualifie pour le troisième tour du tournoi de Wimbledon en se défaisant de Marat Safin (tête de série n°14) et Pablo Cuevas (en 5 sets). En juillet, il est quart de finaliste à Newport.
Il connaît plusieurs problèmes physiques en 2010 et 2011 qui le font redescendre au classement et l'obligent à retourner jouer des tournois Futures. Il en remporte quatre en 2011 et participe en fin d'année à deux finales Challenger. Il revient sur le circuit ATP en 2012 et remporte le tournoi le plus important de sa carrière à Dallas. Il passe aussi deux tours en Grand Chelem à Roland-Garros contre Benjamin Becker et à Wimbledon contre Karol Beck. Il fait ainsi son entrée dans le top 100 et atteint son meilleur classement début octobre, peu après un quart de finale à Metz. Début 2013, il enchaîne sur un nouveau quart à Auckland puis, il élimine Tommy Robredo à l'Open d'Australie.
Il a remporté 5 tournois Challenger en simple : Nashville et Champaign-Urbana en 2007, Bradenton en 2008, Knoxville en 2011 et Dallas en 2012. Il a aussi remporté deux tournois en double : Izmir avec Kei Nishikori et Louisville avec Prakash Amritraj en 2008.

## Palmarès

### Finale en double (1)
| No | Date       | Nom et lieu du tournoi                   | Catégorie | Dotation  | Surface      | Vainqueurs           | Partenaire    | Score    |          |
| -- | ---------- | ---------------------------------------- | --------- | --------- | ------------ | -------------------- | ------------- | -------- | -------- |
| 1  | 06-04-2009 | US Men's Clay Court Championship Houston | ATP 250   | 442 500 $ | Terre (ext.) | Bob Bryan Mike Bryan | Ryan Sweeting | 6-1, 6-2 | Parcours |

## Parcours dans les tournois duGrand Chelem

### En simple
| Année | Open d'Australie | Open d'Australie | Internationaux de France | Internationaux de France | Wimbledon       | Wimbledon       | US Open         | US Open       |
| ----- | ---------------- | ---------------- | ------------------------ | ------------------------ | --------------- | --------------- | --------------- | ------------- |
| 2007  | —                | —                | —                        | —                        | —               | —               | 1er tour (1/64) | N. Davydenko  |
| 2008  | 2e tour (1/32)   | J. Nieminen      | —                        | —                        | 2e tour (1/32)  | J. Melzer       | 1er tour (1/64) | C. Guccione   |
| 2009  | —                | —                | —                        | —                        | 3e tour (1/16)  | S. Wawrinka     | 2e tour (1/32)  | M. Čilić      |
| 2010  | —                | —                | —                        | —                        | 1er tour (1/64) | F. López        | —               | —             |
| 2011  | —                | —                | —                        | —                        | —               | —               | —               | —             |
| 2012  | 1er tour (1/64)  | M. Granollers    | 2e tour (1/32)           | M. Raonic                | 2e tour (1/32)  | D. Goffin       | 1er tour (1/64) | A. Dolgopolov |
| 2013  | 2e tour (1/32)   | G. Simon         | 1er tour (1/64)          | K. Nishikori             | 2e tour (1/32)  | J. M. del Potro | —               | —             |

N.B. : à droite du résultat se trouve le nom de l'ultime adversaire.

### En double
| Année | Open d'Australie | Open d'Australie | Internationaux de France | Internationaux de France | Wimbledon                  | Wimbledon             | US Open                    | US Open                  |
| ----- | ---------------- | ---------------- | ------------------------ | ------------------------ | -------------------------- | --------------------- | -------------------------- | ------------------------ |
| 2006  | —                | —                | —                        | —                        | —                          | —                     | 1er tour (1/32) S. Querrey | J. Erlich A. Ram         |
| 2007  | —                | —                | —                        | —                        | —                          | —                     | 1/8 de finale A. Kuznetsov | L. Dlouhý P. Vízner      |
| 2008  | —                | —                | —                        | —                        | 1er tour (1/32) H. Armando | F. Gil D. Norman      | 1er tour (1/32) D. Young   | R. Lindstedt J. Nieminen |
| 2009  | —                | —                | —                        | —                        | —                          | —                     | 2e tour (1/16) R. Sweeting | M. Bhupathi M. Knowles   |
| 2010  | —                | —                | —                        | —                        | 2e tour (1/16) R. Sweeting | R. Lindstedt H. Tecău | —                          | —                        |
| 2012  | —                | —                | —                        | —                        | —                          | —                     | 1/8 de finale M. Matosevic | L. Paes R. Štěpánek      |
| 2013  | —                | —                | —                        | —                        | 1/8 de finale V. Pospisil  | M. Bhupathi J. Knowle | —                          | —                        |

N.B. : le nom du ou de la partenaire se trouve sous le résultat ; le nom des ultimes adversaires se trouve à droite.

### En double mixte
| Année | Open d'Australie | Open d'Australie | Internationaux de France | Internationaux de France | Wimbledon | Wimbledon | US Open                     | US Open             |
| ----- | ---------------- | ---------------- | ------------------------ | ------------------------ | --------- | --------- | --------------------------- | ------------------- |
| 2006  |                  |                  |                          |                          |           |           | 2e tour (1/8) Jamea Jackson | N. Dechy F. Santoro |

N.B. : le nom de la partenaire se trouve sous le résultat ; le nom des ultimes adversaires se trouve à droite.

## Parcours dans lesMasters 1000
| Année | Indian Wells         | Miami                    | Monte-Carlo | Rome | Hambourg puis Madrid | Canada            | Cincinnati           | Madrid puis Shanghai | Paris |
| ----- | -------------------- | ------------------------ | ----------- | ---- | -------------------- | ----------------- | -------------------- | -------------------- | ----- |
| 2008  | 1er tour S. Wawrinka | 1er tour J. M. del Potro | —           | —    | —                    | 2e tour R. Nadal  | 1er tour C. Guccione | —                    | —     |
| 2009  | —                    | 1er tour Be. Becker      | —           | —    | —                    | 1er tour J. Isner | —                    | —                    | —     |
| 2010  | 1er tour D. Sela     | —                        | —           | —    | —                    | —                 | —                    | —                    | —     |
| 2011  | —                    | —                        | —           | —    | —                    | —                 | —                    | —                    | —     |
| 2012  | 1er tour A. Ramos    | 1er tour I. Kunitsyn     | —           | —    | —                    | —                 | 2e tour M. Čilić     | —                    | —     |
| 2013  | —                    | 1er tour S. Bolelli      | —           | —    | 1er tour K. Anderson | 2e tour R. Nadal  | —                    | —                    | —     |

N.B. : sous le résultat se trouve le nom de l’ultime adversaire.